# Tlalnepantla (estación)
Tlalnepantla es una de las estaciones que forman parte del Ferrocarril Suburbano de la Zona Metropolitana del Valle de México. Se ubica en el municipio de Tlalnepantla de Baz, en el estado de México.

## Información general
La estación del Ferrocarril Suburbano se encuentra en el municipio Tlalnepantla del Estado de México. El ícono representa la parte superior de la pirámide de Santa Cecilia Acatitlán, ubicada dentro de los límites del municipio, 2 km al norte de la estación aproximadamente.
Tlalnepantla proviene de un vocablo náhuatl, que se compone de "tlalli", tierra y de "nepantla", en medio de; y significa: "En medio de la tierra". Por uso y costumbre se le nombra "tierra de enmedio". Acatitlán (náhuatl: Acatitlan, «Lugar entre las cañas» ) también se traduce como "carrizal" es una zona arqueológica probablemente iniciada por la raza tolteca o chichimeca, y se ubica en el pueblo de Santa Cecilia.
La estación abrió el 2 de junio de 2008 como parte del primer tramo del sistema 1 del Ferrocarril Suburbano de la Zona Metropolitana del Valle de México, que va desde Buenavista en la Ciudad de México hasta la estación Cuautitlán en el Estado de México.

## Conectividad

### Conexiones
Existen conexiones con las estaciones y paradas de diversos sistemas de transporte:
- La estación cuenta con un CETRAM.